# Андріївська телевежа
Андріївська телевежа — телекомунікаційна вежа заввишки 180 м, споруджена у 1969 році у селі Андріївка Черняхівського району Житомирської області.

## Характеристика
Висота вежі становить 180 м. Вага конструкції — 340 т. Висота над рівнем моря — 222 м. Радіус потужності покриття радіосигналом становить 65 км. Прорахунок для DVB-T2 — 153 м.